# Cymatophoropsis sikiangensis
Cymatophoropsis sikiangensis är en fjärilsart som beskrevs av Clayton Dissinger Mell 1943. Cymatophoropsis sikiangensis ingår i släktet Cymatophoropsis och familjen nattflyn. Inga underarter finns listade i Catalogue of Life.